# 木卫四
木卫四又稱為「卡利斯托」（Callisto、發音： /kəˈlɪstoʊ/），是围绕木星运转的一颗卫星，由伽利略在1610年首次发现。木卫四是太阳系第三大卫星，也是木星第二大卫星，僅次於木卫三。木卫四的直径为水星直径的99%，但是质量只有它的三分之一。該衛星的轨道在四颗伽利略卫星中距离木星最远，约为188万公里。木卫四并不像内层的三颗伽利略卫星（木卫一、木卫二和木卫三）那般处于轨道共振状态，所以并不存在明显的潮汐热效应。木卫四属於同步自转卫星，永远以同一個面朝向木星。木卫四由于公轉轨道较远，表面受到木星磁场的影响小於内层的卫星。
木卫四由近乎等量的岩石和水所构成，平均密度约为1.83公克/公分3。天文學家通过光谱测定得知木卫四表面物质包括冰、二氧化碳、硅酸盐和各种有机物。伽利略号的探测结果顯示木卫四内部可能存在一个较小的硅酸盐内核，同时在其表面下100公里处可能有一个液态水構成的地下海洋存在。
木卫四表面曾经遭受过猛烈撞击，其地质年龄十分古老。由于木卫四上没有任何板块运动、地震或火山喷发等地质活动存在的证据，故天文學家認為其地质特征主要是陨石撞击所造成的。木卫四主要的地质特征包括多环结构、各种形态的撞击坑、撞击坑链、悬崖、山脊與沉积地形。在天文學家仔细考察後，發現该卫星表面地形多变，包括位于抬升地形顶部、面积较小且明亮的冰体沉积物及环绕其四周、边缘较平缓的地区（由较黑暗的物质來构成）。天文學家認為這種地形是小型地質構造昇華所導致的，小型撞擊坑普遍消失，許多疙瘩地形是遺留下來的痕跡，该地形的确切年龄还未确定。
木卫四上存在一层非常稀薄的大气，主要由二氧化碳构成，成分可能还包括氧气，此外木卫四还有一个活动剧烈的电离层。科学家们认为木卫四是因木星四周气体和尘埃圆盘的吸积作用而缓慢形成的。由于木卫四形成过程缓慢且缺乏潮汐热效应，所以内部结构并未经历快速的分化。木卫四内部的热对流在形成后不久就已经開始，这种对流导致内部结构的部分分化，位于地表100至150公里深处的地下海洋與一个比较小的岩质内核可能因此形成。
由于木卫四上可能有冰下海洋存在，所以该卫星上也可能有生物生存，不过該星地熱能較少，故概率要小于邻近的另一顆卫星木卫二。多艘空间探测器都曾对该卫星进行过探测，包括先驱者10号、先驱者11号、伽利略号和卡西尼号。长久以来，人們都认为木卫四是设置进一步探索木星系统基地的最佳地点。

## 发现与命名
意大利天文學家伽利略在1610年1月发现了木卫四和其他三颗木星大卫星（木卫一、木卫二和木卫三）。木卫四的名稱来自希腊神话中宙斯的爱人之一卡利斯托，她是一位與月亮女神阿尔忒弥斯關係密切的寧芙（有时也被认为是吕卡翁的女儿）。西门·马里乌斯在该星被发现后不久提出该名稱，马里乌斯則認為這是约翰内斯·开普勒的建议。然而天文學家在很长时间内都不欢迎這個名稱，直到20世纪中期才广泛采用。很多早期的天文学文献中均以罗马数字來稱呼這顆衛星（该体系由伽利略所提出），即称为木卫四（Jupiter  IV）或“朱庇特的第四颗卫星”（the fourth satellite of Jupiter）。

## 轨道

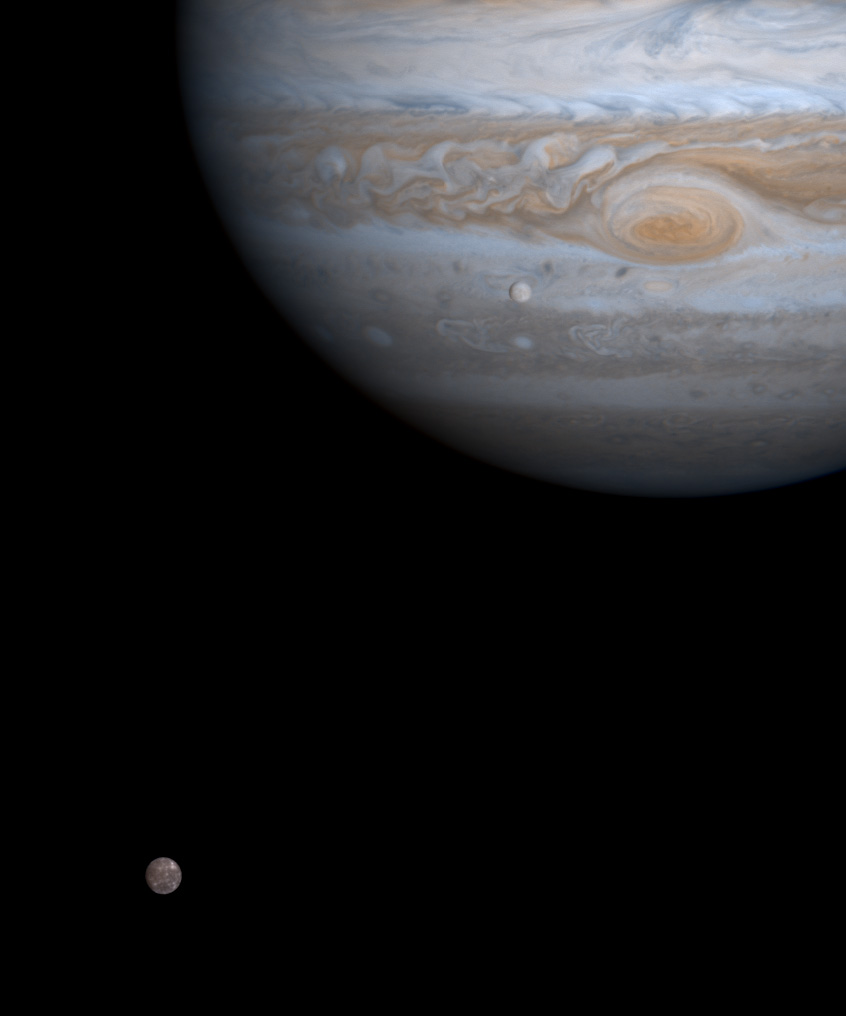
木卫四（左下角）、木星和木卫二（位于木星大红斑的左下方）。

木卫四是距离木星最远的伽利略卫星，约為188万公里（是木星直径的26.3倍），比木卫三的轨道半径（107万公里）還要远得多。由于木衛四轨道半径较大，所以目前不处于轨道共振状态，很可能永远也不会達到这种情況。
木卫四和大部分的卫星一样，都是一颗同步自转卫星，表示該衛星的自转周期等於公转周期（约为16.7个地球日）。木衛四轨道离心率很小，轨道倾角也很小，接近木星赤道，同时太阳與木星引力摄动對於轨道离心率和倾角会出現数百年的周期函数現象，变化范围分别为0.0072－0.0076和0.20－0.60°。这种轨道变化使转轴倾角变化幅度介于0.4－1.6°之间。
木卫四沒有轨道共振現象，意味着它永远都不会产生明显的潮汐热效应，而潮汐热效应是星体内部结构分化和发育的重要动力。由于它距离木星较远，所以表面来自木星磁场的带电粒子流比较弱，比木卫二表面的带电粒子流弱了300倍。木卫四表面的带电粒子光渗效应弱於其他几颗伽利略卫星。木衛四表面的輻射劑量約為每天0.01侖目。

## 物理特性

### 构成成分

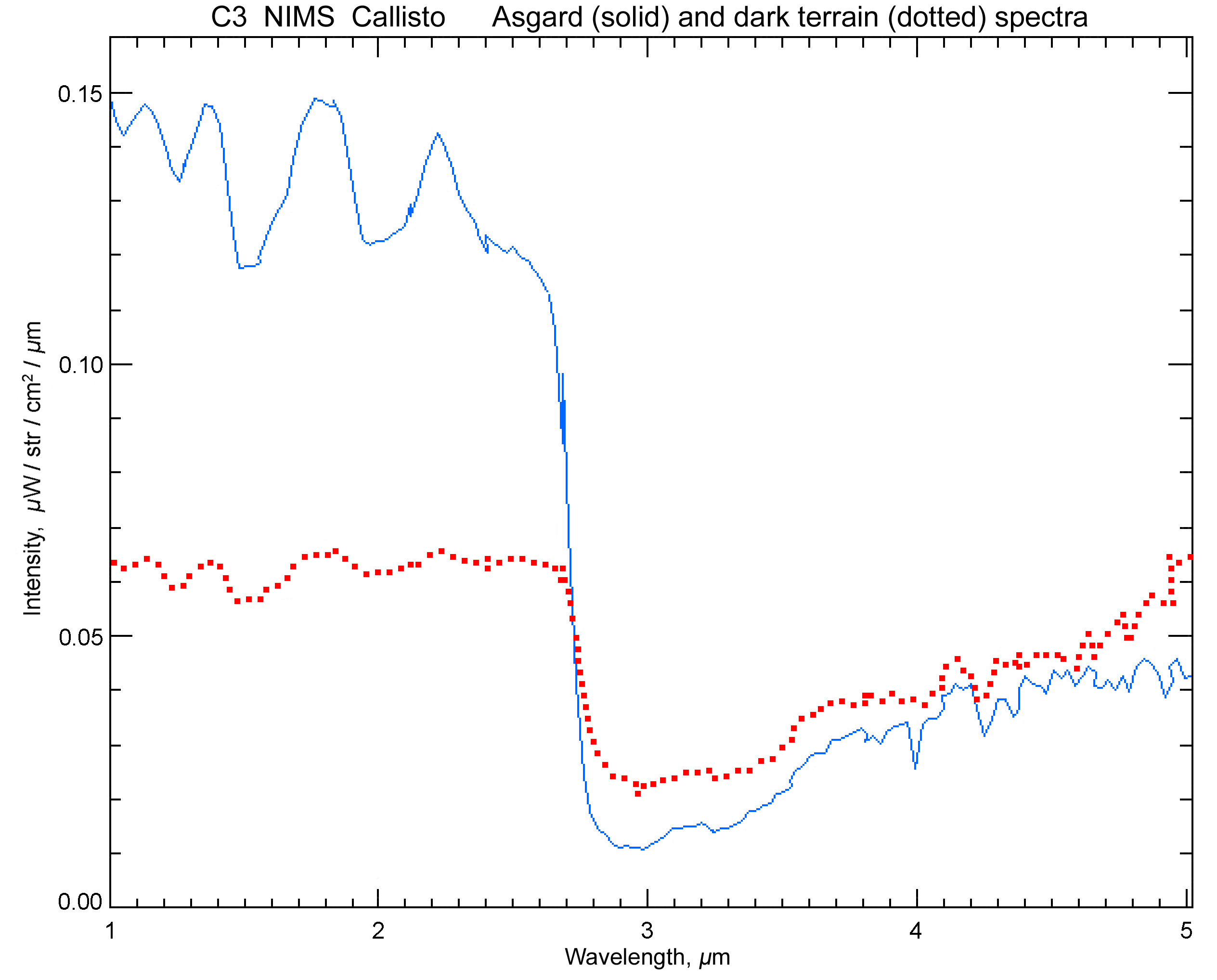
圖中的淡藍色曲線為阿斯嘉特撞擊坑，黑暗隕石坑平原則為紅色曲線。根據近紅外光譜儀探測結果，顯示阿斯嘉特撞擊坑內的水冰（吸水波段介於1到2微米之間）數量比較多，岩石物質則比較稀少。

木卫四的平均密度为1.83公克/公分3，表明它是由近乎等量的岩石和水冰所构成的，此外可能还存在某些不稳定的冰物質（例如氨冰），冰的比重介于49－55%之间。 木卫四岩石的确切构成还不为人知，但是很可能接近于L型或LL型普通球粒陨石，这两类陨石较之H球粒陨石，所含的全铁和金属铁较少，而铁氧化物较多。铁和硅的丰度比率在木卫四上为0.9：1.3，而太阳则为1.8。
木卫四表面的反照率为20%，天文學家推测其表面物质构成与整体物质构成大致相同。科学家利用近红外分光術在1.04、1.25、1.5、2.0和3.0微米波长段发现了强烈的水冰吸收帶。冰普遍存在於木卫四表面，比重介於25－50%之间。天文學家对伽利略号和地基观测站拍摄的高分辨率近红外光谱及紫外线光谱照片进行分析后，发现了多种非水溶性物质，例如含镁與铁的水合硅酸盐、二氧化碳、二氧化硫，可能还包括氨和多种有机化合物。光谱分析的数据顯示即使在很小的区域内，该天体表面的物质构成也极度複雜。冰构成的小面积、明亮斑块与岩石、冰混合物构成的斑块互相混杂，而广大的黑暗区域则由非冰物质所构成。
木卫四的表面並不对称：同轨道方向的半球比逆轨道方向的半球還要陰暗，跟其他伽利略卫星正好相反。此外其逆轨道方向的半球似乎富含二氧化碳，而同轨道方向的半球则含有较多的二氧化硫。木卫四上许多较年轻的撞击坑都含有较丰富的二氧化碳。 总而言之，木卫四表面的物质构成十分接近于D-型小行星，特别是黑暗区域的物质构成。D型小行星的表面是由碳基物质构成。

### 内部结构

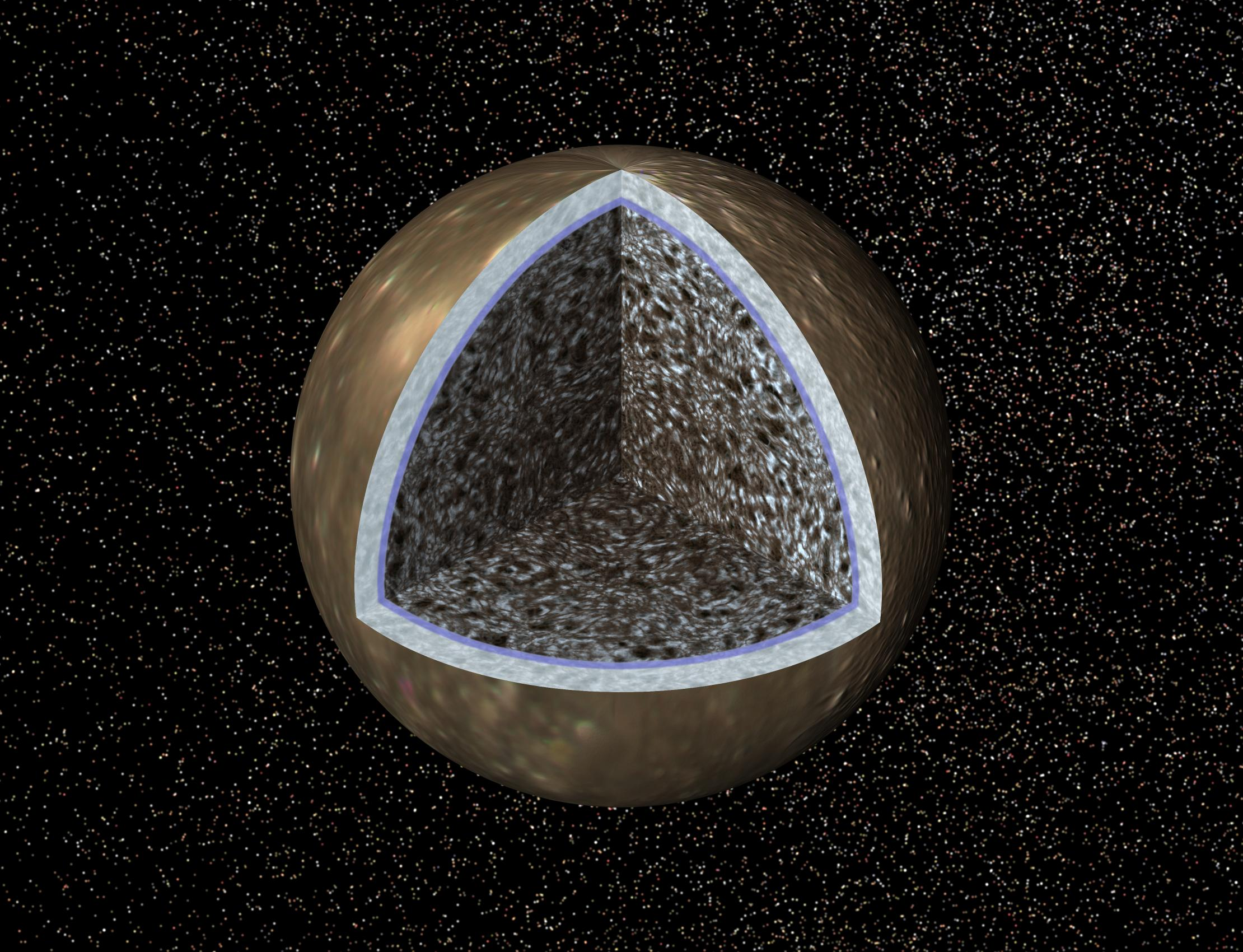
木卫四的内部结构图。

在木卫四遭受过猛烈轰击的表面下，是一层厚度介於80至150公里间的寒冷、坚硬冰质岩石圈。天文學家对包围木星及卫星的磁场进行的研究顯示在木卫四地壳下50至200公里深处存在着一个咸水海洋：科学家发现位於木星多变磁场中的木卫四就像一個理想的导电球体，磁场无法穿透到卫星的内核，意味着该天体存在着一层厚度至少達到10公里的高电导率液体。该海洋中可能还含有少量的氨或其他防冻物质，比重达到了5%，所以阻止海洋冰冻。在这种情况下，海洋的厚度将达到250－300公里。如果海洋不存在的話，其冰质岩石圈預計将会更厚，可能达到300公里。
位於岩石圈和假設的海洋下的星体内部可能既不是质地均匀的整体也不是完全的分化型態。伽利略号的探测数据 （特别是在近距离飞掠中测定的无量纲转动惯量—其数值为0.3549±0.0042）表明其内部由压缩的岩石和冰所构成，由于物質的部分沉积，岩石比重随着深度而增加。也就是说木卫四的内部结构只有部分分层，與木衛三完全不同。星体的中心在该密度和转动惯量下，可能存在着一颗小型硅酸盐内核。这类内核的半径不可能超过600公里，而其密度可能介于3.1至3.6公克/公分3之间。

### 表面特征

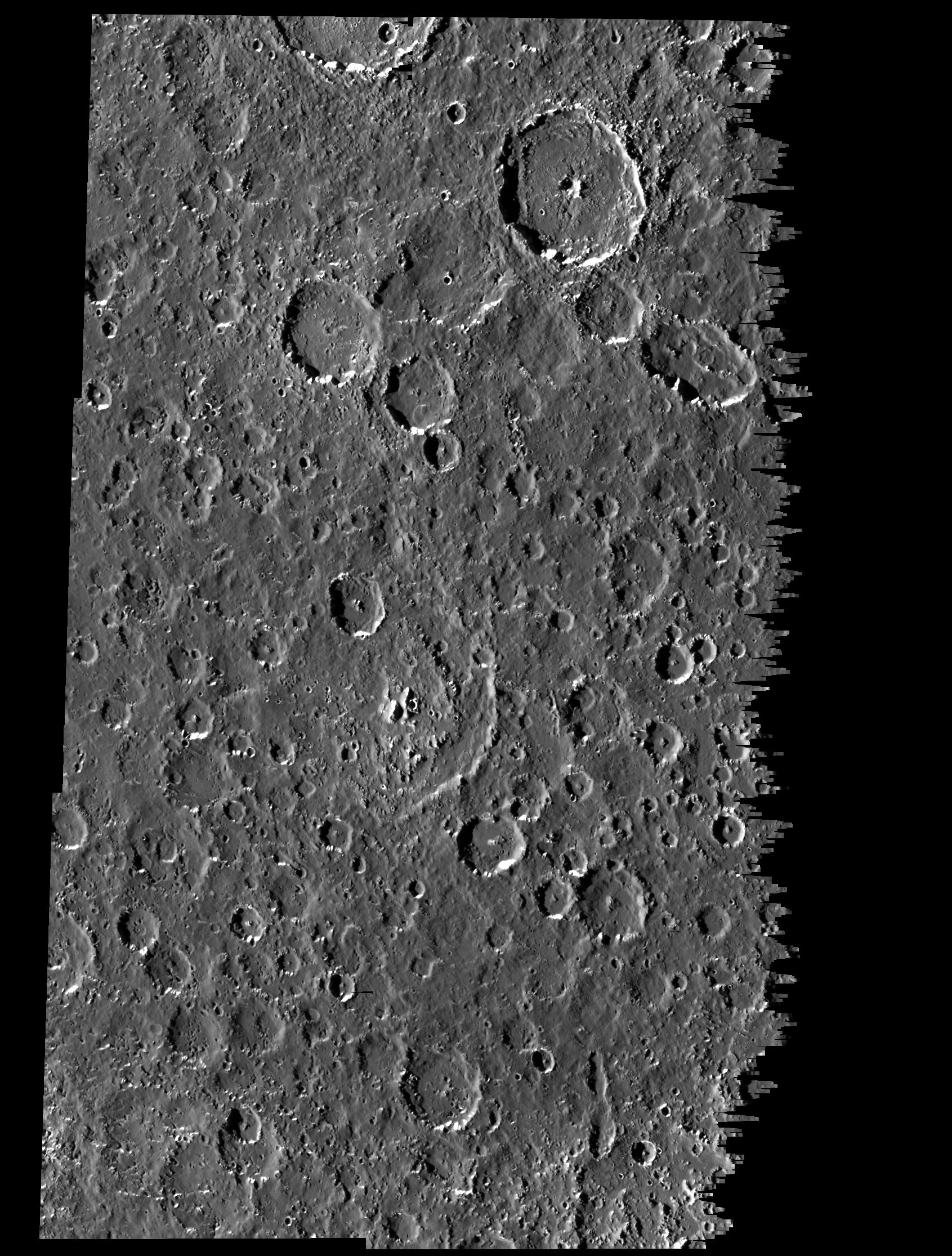
木卫四上的撞击坑平原。

木卫四表面的地质年龄十分古老，它同时也是太阳系中遭受过最猛烈轰击的天体之一，其撞击坑密度已经接近于饱和，任何新的撞击坑均可能覆盖于旧的撞击坑之上。木卫四表面的大型地质构造相对简单，没有大型的山脉、火山或其他内源性构造特征。撞击坑、多环结构、裂缝、悬崖及沉积地形是天文學家在该星体表面发现为数不多的几种大型地质构造。
木卫四表面分成数种不同的地质結構：撞击坑平原、亮平原、黑暗及明亮而平缓的平原以及多环机构和撞击坑组成的多类地形構造。撞击坑平原覆盖了木卫四大部分的表面，是古老岩石圈的典型代表，其构成物质为冰和岩石的混合物。亮平原包含明亮的撞击坑（類似阿斯嘉特撞擊坑的斑點狀構造）、称为變餘結構的古老撞击坑残迹與多环结构的中心，科学家们猜测这种地形是冰质撞击坑沉积所形成。明亮而平缓的平原覆盖的区域较小，常出现于瓦爾哈拉撞擊坑和阿斯嘉特撞擊坑的山脊和槽沟地带，撞击坑平原的孤立斑点地带也属于这种地形。天文學家最初认为这种地形的形成与内源性地质活动有关，但是伽利略号传回的高分辨率照片显示該平原地形其實与断裂、瘤状地形有关，并未出现任何曾被多次覆盖的迹象。伽利略号的照片显示木卫四表面小块的阴暗平坦区域覆盖面积小于1万平方公里，被周围的地形所封閉，該地形可能是冰火山沉积構造。这些比较明亮及平缓平原的地质年龄都比撞击坑平原稍小。

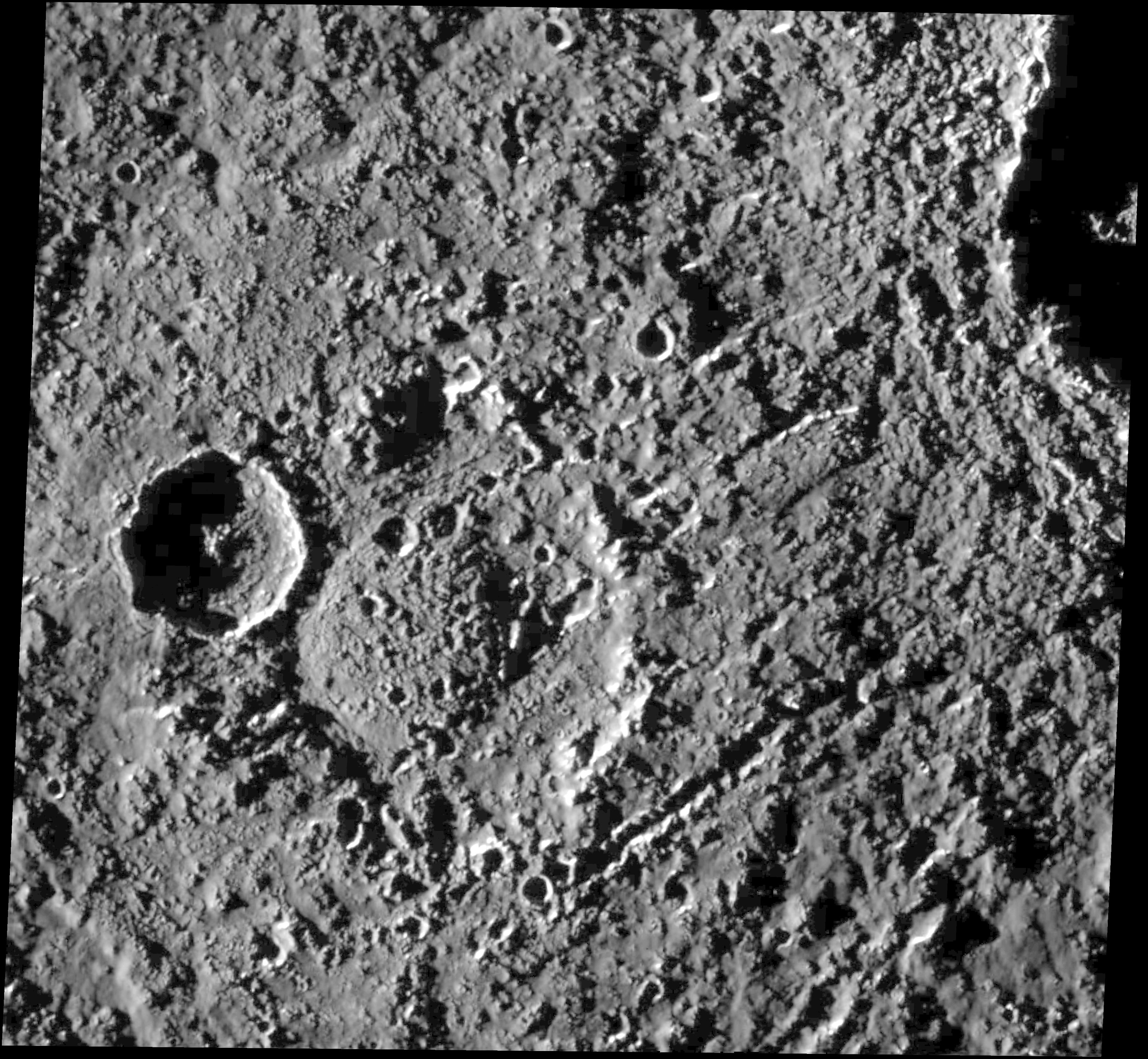
哈尔撞击坑及其中央拱形结构。

木卫四表面的撞击坑直径从100米（这是探测照片的最大分辨率）至100公里以上不等，多环结构则未計算在內。直径小于5公里的小型撞击坑有简单的碗型结构或平底结构。直径介於5－40公里间的撞击坑则有中央山峰存在。很多直径介於25－100公里的撞击坑其中央山峰为塌陷地形，例如庭德尔撞击坑（Tindr crater）。而直径大于60公里的大型撞击坑的中央则可能存在着拱形结构，这可能是撞击事件发生之后的构造抬升作用造成的。而少数明亮且直径大于100公里的撞击坑则拥有与众不同的拱形结构。这些撞击坑较之月球上的同类结构都很浅，可能是向多环机构转变的过渡地形。
木卫四上最大的撞击地形是多环盆地，其中有两个规模巨大，瓦爾哈拉撞擊坑则是其中最大的一個，其明亮的中央地带直径达到了600公里，而环状结构则继续向外延展了1800公里。第二大的多环结构是阿斯嘉特撞擊坑，直径大约为1600公里。多环结构产生的原因可能是撞击事件发生之后处在柔软或流动物质——如海洋之上的岩石圈产生的同心环状的断裂。撞击坑链则是一长串链状、呈直线分布于星体表面的撞击坑，它们可能是木卫四被过于接近木星而受到引力潮汐作用解体的天体撞击之后形成的，也可能是遭受小角度撞击后产生的。前一种情况得到了苏梅克-列维9号彗星撞击事件的印证。

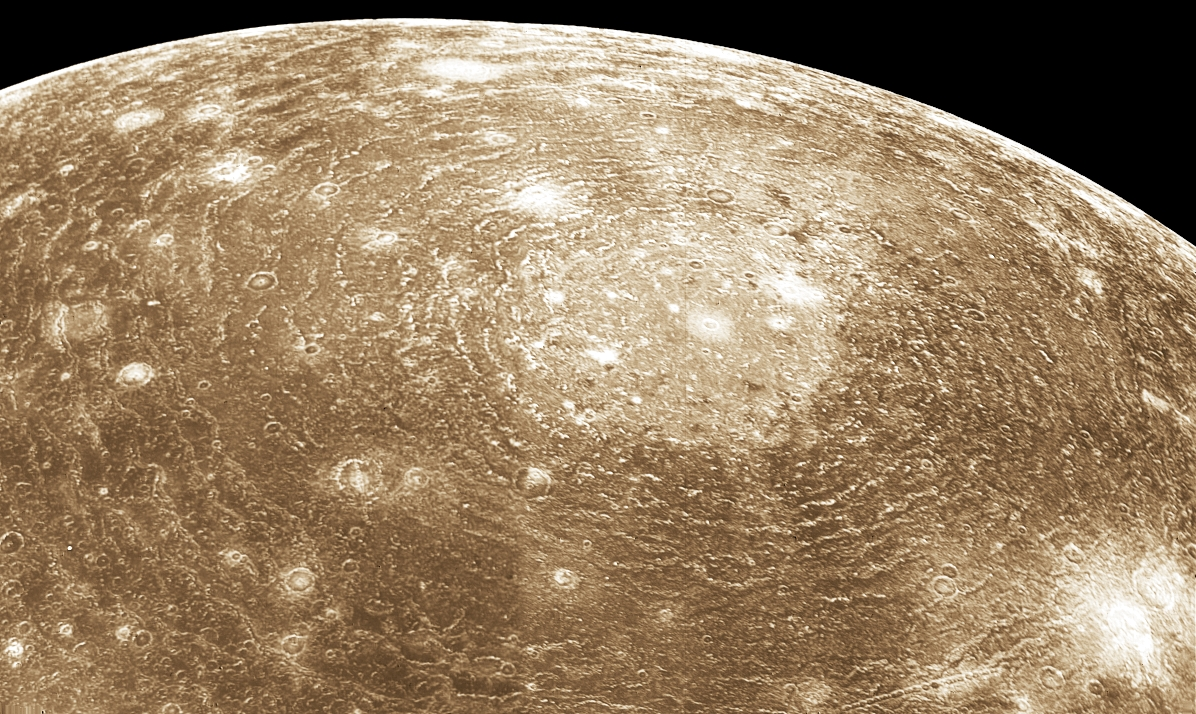
瓦爾哈拉多環結構

正如前文所提及的，木卫四上还存在着由纯冰构成的、反照率高达80%的斑块地形，其四周分布著较黑暗的物质。伽利略号的高分辨率照片显示这些较明亮的斑块主要位于抬升地形上（例如撞击坑坑缘、悬崖、山脊和瘤状地形），可能是一层薄霜体的沉积構造。比较黑暗的物质通常位于四周地势较低且较平坦的地带，例如撞击坑坑底和撞击坑之间的低洼地带，它们覆盖著原本的霜体沉积物，故该地区显得比较陰暗，形成直径達到5公里以上的暗斑。
以几公里的尺度來說，木卫四比其他伽利略卫星的表面顯現出更多的退化特征。相较於木卫三的黑暗區域，木卫四的表面缺乏直径小于1公里的撞击坑，取而代之的是无处不在的小型瘤状地形和陷坑。天文學家认为瘤状地形是撞击坑经历了迄今为止还不为人知的退化过程而形成的坑缘残迹，这种退化很可能是冰缓慢升华造成的—当木卫四运行至日下点时，其向阳面的温度会达到165K以上，此时冰会出现升华现象：基岩導致上面的脏冰分解，使得其中的水冰和其他易挥发物质升华。而残骸中的非冰质残余物则崩塌，从撞击坑坑缘的斜坡上墜落。这种崩塌经常在撞击坑附近和内部出现，被称为“周边碎片”。此外，有些撞击坑的坑缘被一些蜿蜒、类似峡谷的切口（它们被称为沟壑）所切割，这些沟壑看起来有点類似火星表面的峡谷。在冰升华假说中，位于低洼地带的暗色物质被認为主要来自於撞击坑坑缘所形成的非冰质物质覆盖层，它覆盖了木卫四表面大部分的冰基岩。

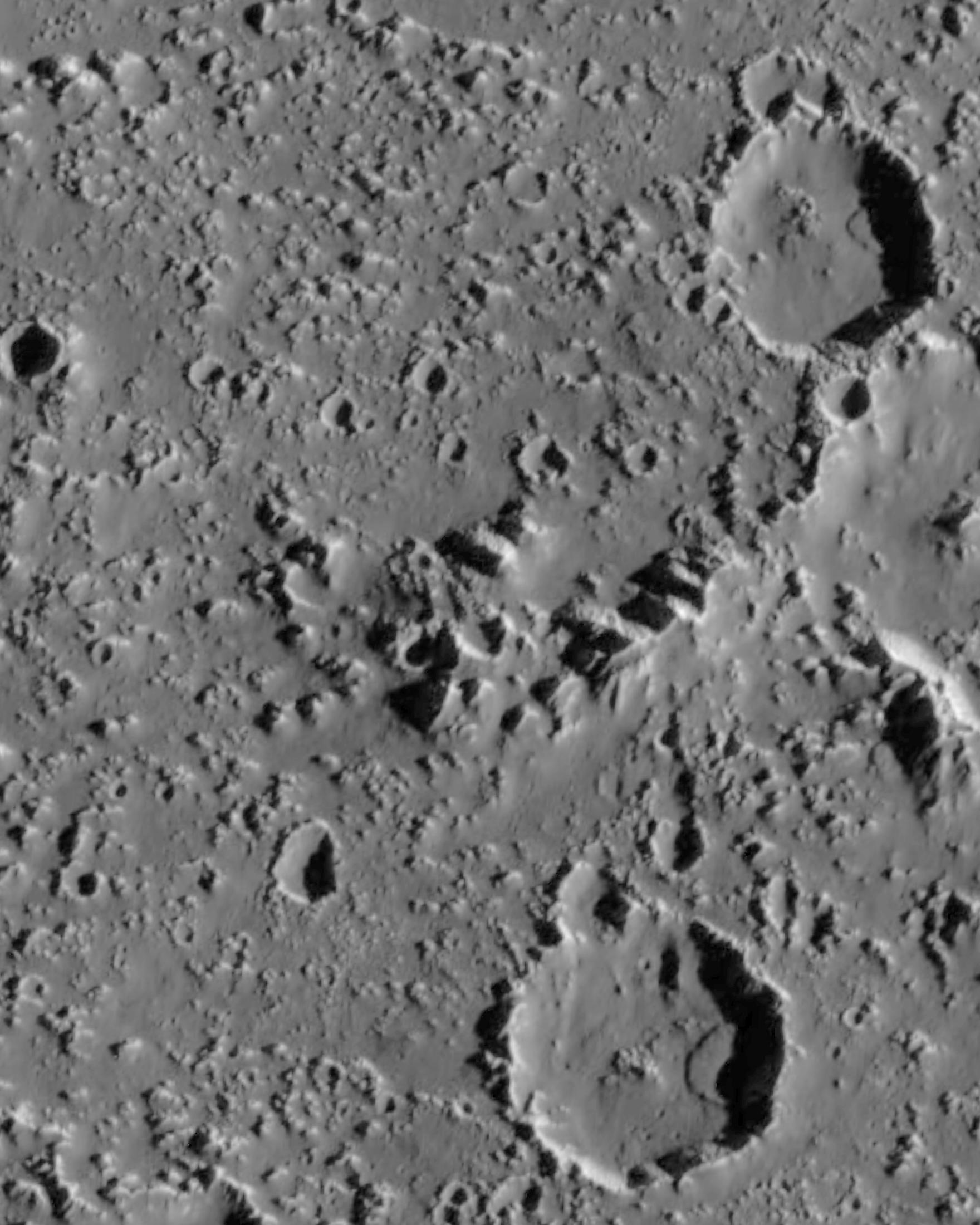
塌陷地形和瘤状地形

天文學家藉由各種地质構造覆盖的撞击坑密度，可以推断出它们的相对年龄：撞击坑分布密度越大，该地质構造相对年龄越大。但是它们的绝对年龄却还无法确定，不过天文學家根据理论预测撞击坑平原的地质年龄长达45亿年，几乎可以追溯到太阳系的形成时期。多环结构和撞击坑的地质年龄则取决于其所在区域的撞击坑密度，估计年龄从10亿年到40亿年不等。

### 大气层和电离层

這張圖顯示出木卫四周围的感应磁场，其中磁力線的邊界相當明顯，是天文學家根據觀測資料所計算出來的。紅色的線為伽利略號的飛行軌跡。

木卫四拥有一层非常稀薄的大气，主要由二氧化碳构成。伽利略号的近红外测绘分光仪（Near Infrared Mapping Spectrometer，NIMS）在4.2微米波段勘查到该大气层的吸收特征，因而证实了它的存在。天文學家估计其表面压力为7.5 × 10−12巴，粒子密度为4×108公分−3。因為这层大气相當稀薄，其物质只需要四天就会逃逸殆尽，故一定有氣體來源不断維持其含量，来源可能是冰质地壳中升华出來的干冰，這種情況与木衛四表面明亮地区瘤状地形的冰升华形成假说相契合。
伽利略号在数次飞掠中首次发现木卫四的电离层，其高电子密度为7－17 × 104公分−3，在密度上与大气中二氧化碳的光致电离作用效果不盡符合，因此有些天文學家预测該大气层的主要成分应该是氧气（含量为二氧化碳的10倍到100倍），但是目前尚未在大气層中探测到氧气的存在。天文學家根據哈伯太空望遠鏡觀測結果計算出大氣濃度上限，與電離層測量結果相符合，雖然缺乏觀測資料，同時哈伯太空望遠鏡也偵測到木衛四表面出現氧氣凝結。

## 起源与演化
木卫四内部结构的部分分层（该结论由无量纲转动惯量数值推断而出）表明该星体从未被充分加热以使其冰质部分融解。因此，其最可能的形成模型是低密度的木星次星云中的缓慢吸积过程。这个持续时间甚久的吸积过程使得星体最终冷却，而无法保持在吸积过程、放射性元素衰变过程和星体收缩过程积聚的热量，从而阻断了冰体融化和快速分化过程。其形成阶段所耗时间大约在10万年到1000万年之间。

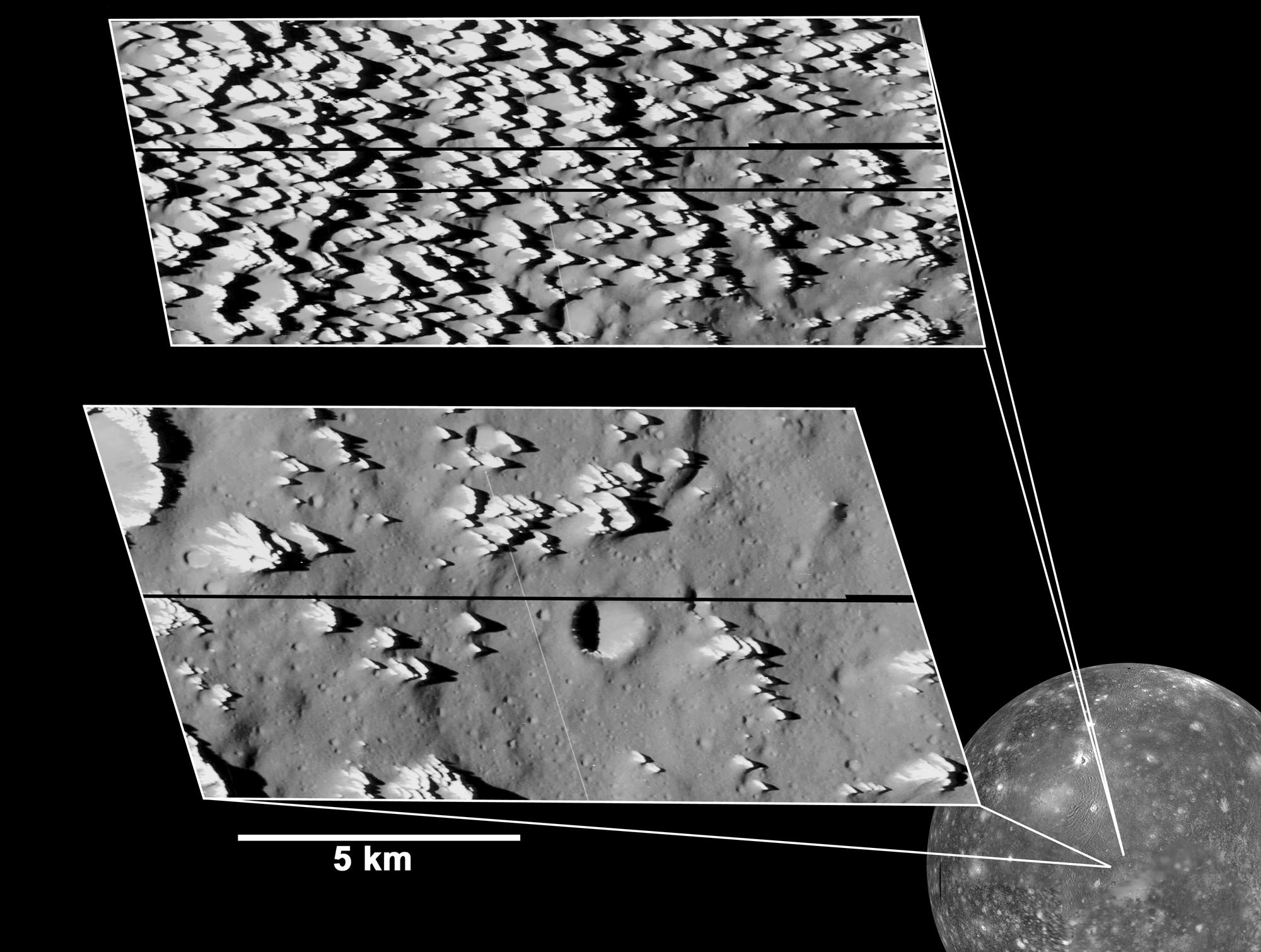
瘤状地形

而之后木卫四的进一步演化则取决于放射性衰变的产热机制和靠近星体表面热传导的冷却机制之间的竞赛，以及星体内部到底是处于固态还是亚固态对流状态。冰体的亚固态对流的具体运动状况是所有冰卫星模型中最大的不确定性因素。基于温度对冰体黏度的影响，当温度接近于冰体的熔点时，就会出现亚固态对流。在亚固态对流中，冰体的运动速度十分缓慢，大约为1厘米/年，但是从长期来看，亚固态对流事实上是非常有效的冷却机制。热量在木卫四寒冷而坚硬的表层（被称为“密封盖”）中并没有以对流形式來进行传导；在表层下的冰体中，热量以亚固态对流形式來进行传导。对木卫四来说，外部传导层是厚度约为100公里的寒冷且坚硬的岩石圈。它的存在解释了为何木卫四表面没有任何内源性构造活动的迹象。而在木卫四内部，热对流可能是分层次的，因为在高压之下，冰体水会出现多种晶相，从星体表面的第一态冰到星体中心的第七态冰。在早期，木卫四内部亚固态对流机制的运作阻止了冰体的大面积融化，而后者则会导致星体内部的分化，从而形成一个大型的岩石内核和冰质地幔。同时也由于对流作用的存在，冰体和岩石的部分分化持续了数十亿年之久，至今仍在缓慢进行中。
现今解释木卫四形成的观点考虑到了在其表面之下可能存在着一个地下海洋，其形成与冰体的第一晶相的熔点异常有关——其熔点随着压力的增大而降低，当压力达到2070巴时，熔点可低至251K。在所有的木卫四现实模型中，位于100-200公里深处地层的温度都十分接近，甚至是略微超过了这个异常的熔点。而少量氨——比重约为1-2%——的存在则能够加大该深度液体存在的可能性，因为氨能够进一步降低冰体熔点。
尽管木卫四及木卫三在很多方面都十分相似，但是前者的地质历史相对简单。在撞击事件與其他外力影响作用前，该星体的表面即已基本成型。与拥有槽沟构造的邻近卫星木卫三相比，木卫四上甚少发现地质构造活动的迹象。天文學家認為這種現象產生的原因可能是內部潮汐熱、分層狀態、地質活動相反所導致的，例如形成狀態不同、木衛三擁有較大的潮汐熱與木衛四在後期重轟炸期受到更多、更劇烈的撞擊。
这种相对简单的地质历史对于行星科学家来说意义十分重大，他们可将该星体作为一个很好的基本参考对象，用来对比其他更加复杂的星体。

## 海洋中存在生命的可能性

木卫四與月球及地球的比較

就如同木卫二和木卫三一样，也有人认为在木卫四表面之下的咸水海洋中可能存在着外星生命。但是较之木卫二和木卫三来说，木卫四上的环境显得相对恶劣，主要是因为：缺乏可接触的岩石物质、来自星体内核的热通量较低。科学家特伦斯·约翰森这样论述木卫四和其他伽利略卫星上生命存在可能性的问题：
|  | 构成生命的基本材料（我们称之为“前生命时期物质”）在许多太阳系天体中，例如彗星、小行星和冰卫星中含量都十分丰富。生物学家相信液态水和热量是支撑生命必不可少的，所以能够在另一个天体上发现液态水是十分令人振奋的。但是对于木卫四来说（至少在目前的阶段），热量是一个大问题，它上面的海洋主要依靠放射性元素衰变來加热，而距离木星较近的木卫二则能够靠著引力潮汐产生更多热量。 |

基于如上的考虑和其他科学观测，天文學家认为木卫二是伽利略卫星中最可能存在生命的天体。

## 探测

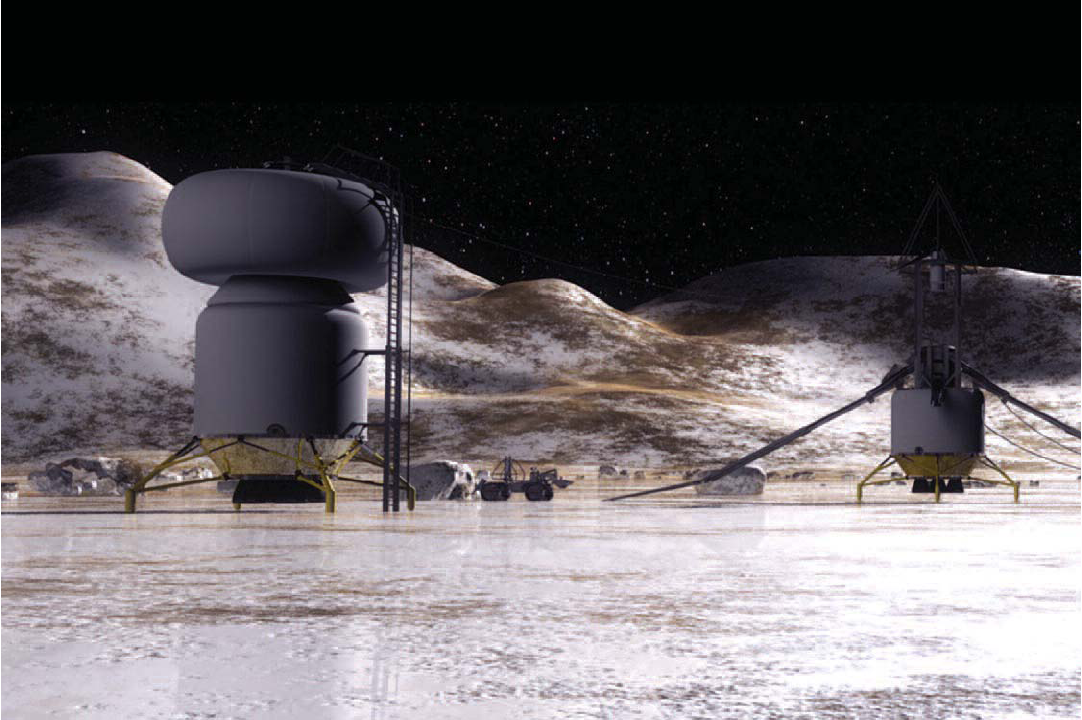
未来人类在木卫四上设置基地的想象图

先驱者10号和先驱者11号在1970年代曾先后接近木星，获取了少量关于木卫四的新信息。真正的突破来自旅行者1号和旅行者2号在1979年至1980年间對它進行的研究。它们对木卫四一半以上的表面进行了拍摄（图像分辨率在1至2公里之间），同时还精确地测量了木卫四的表面温度、质量和大小。第二波的考察在1994年至2003年间展开，伽利略号8次近距离飞掠木卫四，最后一次飞掠是在2001年。伽利略号最后一次飞掠木卫四時正位于C30轨道上，距离木卫四表面仅138公里。伽利略号完成对木卫四表面的全球测绘，并传回大量分辨率达到15米的特定地区照片。2000年，卡西尼号在前往土星途中对包括木卫四在内的四颗伽利略卫星进行了高精度红外光谱探测。2007年2月至3月，新视野号探测器在前往冥王星途中经过木卫四，对其进行拍摄和光谱分析。歐洲太空總署計劃的木星冰月探測器將於2022年發射。天文學家正在規劃幾項近距離飞掠木卫四的探測計畫。
美国航空航天局和欧洲空间局合作的一项旨在探测木星卫星的计划—“木衛二－木星系統任務”原先預計于2020年發射。2009年2月，美国航空航天局和欧洲空间局确认该计划将优先于“土卫六－土星系统任务”執行。但是欧洲空间局的计划资金仍然面临来自该局其他计划的竞争。“木卫二－木星系統任務”包括美国航空航天局主持的“木星－木卫二轨道飞行器”和欧洲空间局主持的“木星－木卫三轨道飞行器”，可能还包括日本宇宙航空研究开发机构主持的“木星磁场探测器”。
中国国家航天局也分配了天问四号任务，用于环绕木卫四的探测，并携带一个撞击探测器用于撞击木卫四表面，计划于2029年9月发射，并最终2035年12月抵达木星。

## 可能的殖民计划
2003年，美国航空航天局针对人类未来对外太阳系探索进行一项称为“人类外行星探索”（Human Outer Planets Exploration，HOPE）的概念性研究，且在详细审议下将目标認定是木卫四。科学家认为有可能在木卫四表面建立一个基地，为更遠的太阳系太空探索提供燃料。
在木卫四上建立基地的好处在于它的辐射较低（木卫四离木星较远）及地质上的稳定性。同时它还能为天文學家进一步探索木卫二提供便利支持，也是人類在木星系中设置前往更遙远的外太阳系空间飞船的维修站的理想地点—在离开木卫四之后，飞船可以藉由近距离飞掠木星获得重力助推。美国航空航天局在2003年提出一個意見，嘗試在2040年代進行載人木衛四探測任務。

## 相关链接
- Callisto Profile 美國太空總署太陽系探測相關資料
- Callisto page （页面存档备份，存于） 九大行星相關資料
- Callisto page 太陽系總覽相關資料
- Callisto Crater Database （页面存档备份，存于） 月球及行星學會相關資料
- 木卫四图片集 （页面存档备份，存于）